# Taeniophyllum annuliferum
Taeniophyllum annuliferum är en orkidéart som beskrevs av Cedric Errol Carr. Taeniophyllum annuliferum ingår i släktet Taeniophyllum och familjen orkidéer. Inga underarter finns listade i Catalogue of Life.